# Арцибашев, Сергей Сергеевич
Сергей Сергеевич Арцибашев (род. 3 мая 1984, Москва, СССР) — российский пианист, искусствовед, культуролог, преподаватель.

## Биография
Сергей родился в 1984 году в Москве в театральной семье. Отец — Сергей Николаевич Арцибашев, народный артист России, создатель и художественный руководитель Московского Государственного театра на Покровке, артист театра и кино. Мать — Нина Красильникова, актриса Московского театра на Таганке и театра на Покровке.
Учился игре на фортепиано в Детской музыкальной школе имени Ф. Шопена у О. А. Груздевой, затем в Московском Государственном Колледже музыкального исполнительства имени Ф. Шопена у профессора Л. Н. Наумова, у которого продолжал учиться уже в Московской Государственной Консерватории вплоть до его смерти в 2005 году. Впоследствии пианист написал о своём выдающемся педагоге воспоминания, вошедшие в сборник «Лев Наумов». С отличием окончил Московскую Консерваторию (2007, класс профессора С. Л. Доренского) и аспирантуру Московской Консерватории (2010) по специальности «музыкальное искусство» и «искусствоведение»

## Карьера
Лауреат и дипломант многих международных конкурсов (им. М. В. Юдиной Санкт-Петербург, Россия, 2006; им. Виотти, Верчелли, Италия, 2007, им. Сабитова, Уфа, Россия, 2009, им. М.Канальс, Барселона, Испания, 2010).
Сольные концертные вечера Сергея Арцибашева проходят в Большом и Рахманиновском залах Московской консерватории, в Музее имени Глинки и Камерном зале Московской филармонии, а также в других городах России и за рубежом.
Солист Московской Филармонии (2009—2015).
В основном выступает с сольными программами. В его репертуаре — сочинения русских и зарубежных композиторов XVIII, XIX и XX вв.: Бах, Моцарт, Бетховен, Шуберт, Шуман, Шопен, Лист, Григ, Скрябин, Рахманинов, Прокофьев. Также исполняет произведения наиболее известных композиторов — минималистов XXI века (в особенности, Людовико Эйнауди) и музыку, написанную для кинематографа (Ханс Циммер).
Важное место в карьере музыканта занимает просветительская деятельность. Арцибашев устраивает серии концертов — лекций, на которых в яркой, увлекательной форме рассказывает об исполняемых произведениях, сопоставляя их с шедеврами мировой литературы и живописи.
На творческое мировоззрение Арцибашева оказало влияние длительное общение с поэтом и культурологом Алексеем Машевским, курирующим проект «Нефиктивное образование»
С 2010 года — преподаватель МГКМИ имени Ф. Шопена (класс специального фортепиано и фортепианного ансамбля, с 2015 по 2020 г. — заведующий фортепианным отделом), где также преподаёт историю мирового искусства.
В 2009—2015 гг. принимал участие в музыкальном оформлении многих спектаклей Московского Государственного Академического Театра имени В. Маяковского и Московского Государственного Театра на Покровке, в котором также выступал как актер.
В рамках образовательного проекта «Нефиктивное образование» ведёт авторские онлайн-курсы «История немого кино», «Голоса луны: история европейской музыки», «История и герменевтика звукового кино», «Знаменитые современные кинорежиссеры»
На образовательном сайте «Магистерия» ведёт курсы «Романтизм в музыкальной культуре Западной Европы» и «Жизнь и творчество Сергея Рахманинова»
Выступает музыкальным экспертом на радио «Sputnik»
В 2024 году принял участие в образовательном цикле «Семинар» на телеканале «Культура», где выступил с лекцией «Ключ к Набокову»
Также работал музыкальным редактором на съёмках художественного фильма «И будет дочь» (2021)"
Принял участие в съёмках фильма «Роберт Фальк и Ангелина Щекин — Кротова» из цикла «Больше чем любовь» (2025) для телеканала «Культура», исполнив для этой картины Фантазию фа минор Ф. Шуберта вместе с Ю. Рогачевской.
В 2018 году Арцибашев получил награду «Благодарность Мэра Москвы за плодотворную работу в области культуры в городе Москва»
Сергей Арцибашев является победителем конкурса на присуждение премии Министерства Культуры РФ лучшим преподавателям в области музыкального искусства (2022 г.)
В 2023 году был в составе жюри VIII Международного конкурса пианистов памяти Веры Лотар-Шевченко
Одним из самых известных учеников Арцибашева в Колледже имени Шопена стал победитель I международного конкурса пианистов, дирижеров и композиторов им. С. В. Рахманинова, пианист Александр Ключко.

### Оценки творчества
- Лев Наумов называл Арцибашева «необыкновенно интересным и нестандартным музыкантом», отмечая в его игре «оригинальность и в то же время художественную убедительность, продуманность и эмоциональную оправданность интерпретации, мастерское владение звуковыми возможностями инструмента, тонкий интеллектуализм исполнения»[21].

- Сергей Доренский: «Сергей Арцибашев — один из наиболее креативных моих учеников. Отличительной чертой его дарования является умение избегать типичных банальностей и исполнительских штампов в трактовках самых знаменитых и часто исполняемых произведений. Сергей настолько вдумчиво выстраивает собственные исполнительские концепции и в то же время так стремится в своей игре к точности прочтения авторского замысла, а также к артистической честности, цельности и интеллектуальной сосредоточенности интерпретации, в которой не остаётся места для поверхностного и суетного, что самый взыскательный слушатель не останется равнодушным после его концертов»[21].